# Vingt-huitième district congressionnel de Californie
Le 28e district congressionnel de Californie est un district de l'État américain de Californie, dans le Comté de Los Angeles. Le district est considéré comme un bastion Démocrate et est détenu par le Parti Démocrate depuis 2003 et est actuellement représenté par la Démocrate Judy Chu.
À la suite du redécoupage avant le cycle électoral de 2022, le 18e district a été transféré dans la Vallée de San Gabriel.
Auparavant, de 2003 à 2013, le district comprenait environ la moitié de la Vallée de San Fernando, y compris North Hollywood, dans la région du Grand Los Angeles. En raison du redécoupage après le recensement des États-Unis de 2010, le district s'est déplacé vers l'est dans le Comté de Los Angeles et comprend des parties de Burbank et Glendale.

## Géographie
| #  | Comté          | Siège          | Population |
| -- | -------------- | -------------- | ---------- |
| 37 | Los Angeles    | Los Angeles    | 9 663 345  |
| 71 | San Bernardino | San Bernardino | 2 195 611  |

À partir du redécoupage de 2020, le 28e district congressionnel de Californie est situé en Californie du Sud. Il englobe la majeure partie du nord-est du Comté de Los Angeles et une partie de la frontière orientale de San Bernardino. La majorité du district est occupée par la Forêt nationale d'Angeles.
Le Comté de Los Angeles est divisé entre ce district, le 23e district, le 30e district, le 31e district, le 34e district, le 35e district et le 38e district. Les 28e et 23e districts sont séparés par la Angeles National Forest et la Juniper Hills Rd.
Les 28e et 30e sont séparés par la forêt nationale d'Angeles, Big Tujunga Creek, Big Tujunga Canyon Rd, Silver Creek, Markridge Rd, Pennsylvania Ave, Northwoods Ln, Ramsdell Ave, Fairway Ave, La Crescenta Ave, Mayfield Ave, Rosemont Ave, Florencita Ave, Thompson Ct, Park Pl, Verdugo Blvd, La Tour Way, Descanso Gardens, Norham Pl, Wendover Rd, Linda Vista Ave, Oak Grove Dr, Yucca Ln, W Montana St, Vermont St, Forest Ave, Wyoming St, Lincoln Ave, Anderson Pl, Canada Pl, Highway 210, W Hammond St, Glen Ave, W Mountain St, Manzanita Ave, N Orange Grove Blvd, et Ventura Freeway.
Les 28e et 31e sont divisés par la Rio Hondo River, Garvey Ave, Highway 19, Highway 10, Eaton Wash, Temple City Blvd, Valley Blvd, Ellis Ln, Lower Azusa Rd, Grande Ave, Santa Anita Ave, Lynrose St, Flood Control Basin, Peck Rd, Randolph St, Cogswell Rd, Clark St, Durfree Ave, Santa Anita Wash, S 10th Ave, Jeffries Ave, Mayflower/Fairgreen Ave, Alta Vista/Fairgreen Ave, El Norte Ave, S 5th Ave, Valencia Way/N 5th Ave, Hillcrest Blvd, E Hillcrest Blvd, Grand Ave, E Greystone Ave, N Bradoaks Ave, Angeles National Forest, W Fork Rd, Highway 39, Cedar Creek, Iron Fork, Glendora Mountain Rd, Morris Reservoir, W Sierra Madre Ave, N Lorraine Ave, E Foothill Blvd, E Carroll Ave, Steffen St, S Lorraine Ave, AT and SF Railway, E Route 66, N Cataract Ave, San Dimas Canyon Rd, Clayton Ct, Live Oak Canyon, Rotary Dr, Highway 30, Williams Ave, Highway 210, Garey Ave, and Summer Ave.
Les 28e et 34e sont séparés par Colorado Blvd, Lantana Dr, Church St, Adelaide Pl, Highway 110, N Huntingdon Dr, S Winchester Ave, Valley Blvd, Laguna Channel, Highway 710, l-10 Express Ln, Rollins Dr, Floral Dr, E Colonia, Belvedere Park, Highway 60, S Atlantic Blvd, et Pomona Blvd.
Les 28e et 35e sont divisées par Towne Ave, Harrison Ave, Carnegie Ave, W Arrow Highway, Mountain Ave, et E American Ave.
Les 28e et 38e sont divisées par E Pomona Blvd, Potrero Grande Dr, Arroyo Dr, Hill Dr, Montebello Blvd, N San Gabriel Blvd, et Walnut Grove Ave. La 28e comprend le côté nord des villes de Glendora et Monrovia, une partie de Pasadena, et les villes d'Alhambra, Monterey Park, Arcadia, Glendora, Rosemead, San Gabriel, Claremont, Temple City et La Cañada Flintridge, South Pasadena, San Marino et Sierra Madre, ainsi que la census-designated place d'Altadena, South San Gabriel, East San Gabriel, East Pasadena, San Pasqual et Crescenta-Montrose.
Le Comté de San Bernardino est divisé entre ce district, le 23e district, le 33e district et le 35e district. Ils sont divisés par la San Bernardino National Forest, Manzanita Rd, Highway 15, Cajon Blvd, W Kenwood Ave, Highway 215, W Meyers Rd, Ohio Ave, Pine Ave, Bailey Ct, Highway 206, Devils Canyon Rd, Cloudland Truck Trail, Cloudland Cutoff, Hill Dr, W 54th St, E Hill Dr, Bonita Vista Dr, Sterling Ave, Argyle Ave, E Marshall Blvd, Rockford Ave, Lynwood Dr, La Praix St, Orchid Dr, Denair Ave, Highland Ave, Orchard Rd, Arroyo Vista Dr, Church St, Greensport Rd, Florida St, Garnet St, Nice Ave, Crafton Ave, 5th Ave, Walnut St, 6th Ave, S Wabash Ave, E Citrus Ave, N Church St, Southern California Regional Rail A, Tennessee St, Highway 10, California St, E Washington St, and S Barton Rd. Le 28e district englobe le nord des villes d'Upland et de Rancho Cucamonga et la census-designated place de San Antonio Heights, Lytle Creek et Wrightwood.

### Villes et census-designated places de 10 000 personnes ou plus
- Rancho Cucamonga - 174 405
- Pasadena - 138 699
- Alhambra - 82 868
- Upland - 79 040
- Monterey Park - 59 667
- Arcadia - 56 681
- Glendora - 52 558
- Rosemead - 51 185
- Altadena - 42 846
- San Gabriel - 39 568
- Monrovia - 37 931
- Claremont - 37 266
- Temple City - 36 494
- La Cañada Flintridge - 20 573
- La Crescenta-Montrose - 19 997
- San Marino - 12 513
- Sierra Madre - 10 809

### Ville de 2500 à 10 000 personnes
- South San Gabriel - 7920
- East Pasadena - 6021
- Wrightwood - 4720
- San Antonio Heights - 3441

## Historique de vote
| Année | Poste               | Résultats                       |
| ----- | ------------------- | ------------------------------- |
| 1990  | Gouverneur          | Feinstein 69,2 % - 27,4 %       |
| 1992  | Président           | Bush 41,3 % - 37,8 %            |
| 1992  | Sénateur            | Herschensohn (en) 54.8% – 36.9% |
| 1992  | Sénateur (Spéciale) | Seymour 46,9 % - 44,8 %         |
| 1994  | Gouverneur          | Wilson 62,7 % - 33,8 %          |
| 1994  | Sénateur            | Huffington 53,9 % - 33,7 %      |
| 1996  | Président           | Clinton 45,3 % - 44,1 %         |
| 1998  | Gouverneur          | Davis 52,2 % - 45,0 %           |
| 1998  | Sénateur            | Fong (en) 50,6 % - 45,9 %       |
| 2000  | Président           | Gore 49,0 % - 46,9 %            |
| 2000  | Sénateur            | Feinstein 51,2 % - 42,0 %       |
| 2002  | Gouverneur          | Davis 62,2 % - 27,9 %           |
| 2003  | Rappel,             | Non 58,0 % - 42,0 %             |
| 2003  | Rappel,             | Bustamante (en) 44.7% – 39.1%   |
| 2004  | Président           | Kerry 71,0 % - 27,9 %           |
| 2004  | Sénateur            | Boxer 73,9 % - 20,8 %           |
| 2006  | Gouverneur          | Angelides (en) 54,7 % - 40,2 %  |
| 2006  | Sénateur            | Feinstein 75,2 % - 19,5 %       |
| 2008  | Président           | Obama 76,1 % - 22,0% %          |
| 2010  | Gouverneur          | Brown 69,3 % - 25,7%            |
| 2010  | Sénateur            | Boxer 69,8 % - 25,1 %           |
| 2012  | Président           | Obama 70,3 % - 26,5 %           |
| 2012  | Sénateur            | Feinstein 73,4 % - 26,6 %       |
| 2014  | Gouverneur          | Brown 71,2 % - 28,8 %           |
| 2016  | Président           | Clinton 72,1 % - 22,3 %         |
| 2016  | Sénateur            | Harris 66,1 % - 33,9 %          |
| 2018  | Gouverneur          | Newsom 75,3 % - 24,7 %          |
| 2018  | Sénateur            | Feinstein 58,4 % - 41,6 %       |
| 2020  | Président           | Biden 70,9 % - 27,2 %           |
| 2021  | Rappel              | Non 73,7 % - 26,4 %             |
| 2022  | Gouverneur          | Newsom 62,7 % - 37,3 %          |
| 2022  | Sénat               | Padilla 64,6 % - 35,4 %         |

### Villes et census-designated places de 10 000 personnes ou plus
- Rancho Cucamonga - 174 405
- Pasadena - 138 699
- Alhambra - 82 868
- Upland - 79 040
- Monterey Park - 59 667
- Arcadia - 56 681
- Glendora - 52 558
- Rosemead - 51 185
- Altadena - 42 846
- San Gabriel - 39 568
- Monrovia - 37 931
- Claremont - 37 266
- Temple City - 36 494
- La Cañada Flintridge - 20 573
- La Crescenta-Montrose - 19 997
- San Marino - 12 513
- Sierra Madre - 10 809

### Ville de 2500 à 10 000 personnes
- South San Gabriel - 7920
- East Pasadena - 6021
- Wrightwood - 4720
- San Antonio Heights - 3441

## Liste des représentants du district
| Membre                          | Parti       | Années                          | Congrès     | Histoire électorale | Zone géographique |
| ------------------------------- | ----------- | ------------------------------- | ----------- | --- | --- |
| District créé le 3 janvier 1953 |             |                                 |             | | |
| James B. Utt (en)               | Républicain | 3 janvier 1953 - 3 janvier 1963 | 83e - 87e   | Élu en 1952. Réélu en 1954. Réélu en 1956. Réélu en 1958. Réélu en 1960. Redécoupage vers le 35e district.                                                                | 1953–1963 Orange, San Diego (Partie Nord-Ouest)                                                                                  |
| Alphonzo E. Bell Jr. (en)       | Républicain | 3 janvier 1963 - 3 janvier 1975 | 88e - 93e   | Redécoupage depuis le 16e district et réélu en 1962. Réélu en 1964. Réélu en 1966. Réélu en 1968. Réélu en 1970. Réélu en 1972. Redécoupage vers le 27e district.         | 1963–1969 Los Angeles |
| Alphonzo E. Bell Jr. (en)       | Républicain | 3 janvier 1963 - 3 janvier 1975 | 88e - 93e   | Redécoupage depuis le 16e district et réélu en 1962. Réélu en 1964. Réélu en 1966. Réélu en 1968. Réélu en 1970. Réélu en 1972. Redécoupage vers le 27e district.         | 1969–1973 Los Angeles |
| Alphonzo E. Bell Jr. (en)       | Républicain | 3 janvier 1963 - 3 janvier 1975 | 88e - 93e   | Redécoupage depuis le 16e district et réélu en 1962. Réélu en 1964. Réélu en 1966. Réélu en 1968. Réélu en 1970. Réélu en 1972. Redécoupage vers le 27e district.         | 1973–1975 Los Angeles |
| Yvonne Brathwaite Burke         | Démocrate   | 3 janvier 1975 - 3 janvier 1979 | 94e , 95e   | Redécoupage depuis le 37e district et réélu en 1974. Réélu en 1976. Retrait pour se présenter comme Ministre de la Justice de Californie.                                 | 1975–1983 Los Angeles |
| Julian C. Dixon                 | Démocrate   | 3 janvier 1979 - 3 janvier 1993 | 96e - 102e  | Élu en 1978. Réélu en 1980. Réélu en 1982. Réélu en 1984. Réélu en 1986. Réélu en 1988. Réélu en 1990. Redécoupage vers le 32e district.                                  | 1975–1983 Los Angeles |
| Julian C. Dixon                 | Démocrate   | 3 janvier 1979 - 3 janvier 1993 | 96e - 102e  | Élu en 1978. Réélu en 1980. Réélu en 1982. Réélu en 1984. Réélu en 1986. Réélu en 1988. Réélu en 1990. Redécoupage vers le 32e district.                                  | 1983–1993 Los Angeles (Partie Sud, Inglewood)                                                                                    |
| David Dreier (en)               | Républicain | 3 janvier 1993 - 3 janvier 2003 | 103e - 107e | Redécoupage vers le 33e district et réélu en 1992. Réélu en 1994. Réélu en 1996. Réélu en 1998. Réélu en 2000. Redécoupage vers le 26e district.                          | 1993–2003 Los Angeles (Banlieues Est)                                                                                            |
| Howard Berman (en)              | Démocrate   | 3 janvier 2003 - 3 janvier 2013 | 108e - 112e | Redécoupage depuis le 26e district et réélu en 2002. Réélu en 2004. Réélu en 2006. Réélu en 2008. Réélu en 2010. Redécoupage vers le 30e district et perds sa réélection. | 2003–2013 Los Angeles (San Fernando, Van Nuys)                                                                                   |
| Adam Schiff                     | Démocrate   | 3 janvier 2013 - 3 janvier 2023 | 113e - 117e | Redécoupage depuis le 29e district et réélu en 2012. Réélu en 2014. Réélu en 2016. Réélu en 2018. Réélu en 2020. Redécoupage vers le 30e district.                        | 2013–2023 West Hollywood, Burbank, Glendale, Banlieue Nord-Est de Los Angeles, ainsi que des parties du centre de Los Angeles    |
| Judy Chu                        | Démocrate   | 3 janvier 2023 - en cours       | 118e - 119e | Redécoupage depuis le 27e district et réélue en 2022. Réélue en 2024. | 2023–en cours Parties des comtés de Los Angeles et de San Bernardino et couvre une grande partie des contreforts de San Gabriel. |

## Résultats des récentes élections
Voici les résultats des dix précédents cycles électoraux dans le district.

### 2004
| Élection de 2004 du 28e district congressionnel de Californie | Élection de 2004 du 28e district congressionnel de Californie | Élection de 2004 du 28e district congressionnel de Californie | Élection de 2004 du 28e district congressionnel de Californie | Élection de 2004 du 28e district congressionnel de Californie |
| ------------------------------------------------------------- | ------------------------------------------------------------- | ------------------------------------------------------------- | ------------------------------------------------------------- | ------------------------------------------------------------- |
| Parti                                                         | Parti                                                         | Candidat                                                      | Votes                                                         | %                                                             |
|                                                               | Démocrate                                                     | Howard Berman (en) (sortant)                                  | 115 303                                                       | 71,0                                                          |
|                                                               | Républicain                                                   | David R. Hernandez, Jr.                                       | 37 868                                                        | 23,3                                                          |
|                                                               | Libertarien                                                   | Kelley L. Ross                                                | 9339                                                          | 5,7                                                           |
| Total des votes                                               | Total des votes                                               | Total des votes                                               | 162 410                                                       | 100%                                                          |
|                                                               | Les Démocrates conservent                                     |                                                               |                                                               |                                                               |

### 2006
| Élection de 2006 du 28e district congressionnel de Californie | Élection de 2006 du 28e district congressionnel de Californie | Élection de 2006 du 28e district congressionnel de Californie | Élection de 2006 du 28e district congressionnel de Californie | Élection de 2006 du 28e district congressionnel de Californie |
| ------------------------------------------------------------- | ------------------------------------------------------------- | ------------------------------------------------------------- | ------------------------------------------------------------- | ------------------------------------------------------------- |
| Parti                                                         | Parti                                                         | Candidat                                                      | Votes                                                         | %                                                             |
|                                                               | Démocrate                                                     | Howard Berman (en) (sortant)                                  | 79 866                                                        | 74,0                                                          |
|                                                               | Républicain                                                   | Stanley Kimmel Kesselman                                      | 20 629                                                        | 19,1                                                          |
|                                                               | Vert                                                          | Byron De Lear                                                 | 3868                                                          | 3,5                                                           |
|                                                               | Libertarien                                                   | Kelley L. Ross                                                | 3679                                                          | 3,4                                                           |
| Total des votes                                               | Total des votes                                               | Total des votes                                               | 113 326                                                       | 100%                                                          |
|                                                               | Les Démocrates conservent                                     |                                                               |                                                               |                                                               |

### 2008
| Élection de 2008 du 28e district congressionnel de Californie | Élection de 2008 du 28e district congressionnel de Californie | Élection de 2008 du 28e district congressionnel de Californie | Élection de 2008 du 28e district congressionnel de Californie | Élection de 2008 du 28e district congressionnel de Californie |
| ------------------------------------------------------------- | ------------------------------------------------------------- | ------------------------------------------------------------- | ------------------------------------------------------------- | ------------------------------------------------------------- |
| Parti                                                         | Parti                                                         | Candidat                                                      | Votes                                                         | %                                                             |
|                                                               | Démocrate                                                     | Howard Berman (en) (sortant)                                  | 137 471                                                       | 100%                                                          |
|                                                               | Les Démocrates conservent                                     |                                                               |                                                               |                                                               |

### 2010
| Élection de 2010 du 28e district congressionnel de Californie | Élection de 2010 du 28e district congressionnel de Californie | Élection de 2010 du 28e district congressionnel de Californie | Élection de 2010 du 28e district congressionnel de Californie | Élection de 2010 du 28e district congressionnel de Californie |
| ------------------------------------------------------------- | ------------------------------------------------------------- | ------------------------------------------------------------- | ------------------------------------------------------------- | ------------------------------------------------------------- |
| Parti                                                         | Parti                                                         | Candidat                                                      | Votes                                                         | %                                                             |
|                                                               | Démocrate                                                     | Howard Berman (en) (sortant)                                  | 88 385                                                        | 69,6                                                          |
|                                                               | Républicain                                                   | Merlin Froyd                                                  | 28 493                                                        | 22,4                                                          |
|                                                               | Libertarien                                                   | Carlos A Rodriguez                                            | 10 229                                                        | 8,0                                                           |
| Total des votes                                               | Total des votes                                               | Total des votes                                               | 127 107                                                       | 100%                                                          |
|                                                               | Les Démocrates conservent                                     |                                                               |                                                               |                                                               |

### 2012
| Élection de 2012 du 28e district congressionnel de Californie | Élection de 2012 du 28e district congressionnel de Californie | Élection de 2012 du 28e district congressionnel de Californie | Élection de 2012 du 28e district congressionnel de Californie | Élection de 2012 du 28e district congressionnel de Californie |
| ------------------------------------------------------------- | ------------------------------------------------------------- | ------------------------------------------------------------- | ------------------------------------------------------------- | ------------------------------------------------------------- |
| Parti                                                         | Parti                                                         | Candidat                                                      | Votes                                                         | %                                                             |
|                                                               | Démocrate                                                     | Adam Schiff (sortant)                                         | 188 703                                                       | 76,5                                                          |
|                                                               | Républicain                                                   | Phil Jennerjahn                                               | 58 008                                                        | 23,5                                                          |
| Total des votes                                               | Total des votes                                               | Total des votes                                               | 246 711                                                       | 100%                                                          |
|                                                               | Les Démocrates conservent                                     |                                                               |                                                               |                                                               |

### 2014
| Élection de 2014 du 28e district congressionnel de Californie | Élection de 2014 du 28e district congressionnel de Californie | Élection de 2014 du 28e district congressionnel de Californie | Élection de 2014 du 28e district congressionnel de Californie | Élection de 2014 du 28e district congressionnel de Californie |
| ------------------------------------------------------------- | ------------------------------------------------------------- | ------------------------------------------------------------- | ------------------------------------------------------------- | ------------------------------------------------------------- |
| Parti                                                         | Parti                                                         | Candidat                                                      | Votes                                                         | %                                                             |
|                                                               | Démocrate                                                     | Adam Schiff (sortant)                                         | 91 996                                                        | 76,5                                                          |
|                                                               | Indépendant                                                   | Steve Stokes                                                  | 28 268                                                        | 23,5                                                          |
| Total des votes                                               | Total des votes                                               | Total des votes                                               | 120 264                                                       | 100%                                                          |
|                                                               | Les Démocrates conservent                                     |                                                               |                                                               |                                                               |

### 2016
| Élection de 2016 du 28e district congressionnel de Californie | Élection de 2016 du 28e district congressionnel de Californie | Élection de 2016 du 28e district congressionnel de Californie | Élection de 2016 du 28e district congressionnel de Californie | Élection de 2016 du 28e district congressionnel de Californie |
| ------------------------------------------------------------- | ------------------------------------------------------------- | ------------------------------------------------------------- | ------------------------------------------------------------- | ------------------------------------------------------------- |
| Parti                                                         | Parti                                                         | Candidat                                                      | Votes                                                         | %                                                             |
|                                                               | Démocrate                                                     | Adam Schiff (sortant)                                         | 210 883                                                       | 78,0                                                          |
|                                                               | Républicain                                                   | Lenore Solis                                                  | 59 526                                                        | 22,0                                                          |
| Total des votes                                               | Total des votes                                               | Total des votes                                               | 270 409                                                       | 100%                                                          |
|                                                               | Les Démocrates conservent                                     |                                                               |                                                               |                                                               |

### 2018
| Élection de 2018 du 28e district congressionnel de Californie | Élection de 2018 du 28e district congressionnel de Californie | Élection de 2018 du 28e district congressionnel de Californie | Élection de 2018 du 28e district congressionnel de Californie | Élection de 2018 du 28e district congressionnel de Californie |
| ------------------------------------------------------------- | ------------------------------------------------------------- | ------------------------------------------------------------- | ------------------------------------------------------------- | ------------------------------------------------------------- |
| Parti                                                         | Parti                                                         | Candidat                                                      | Votes                                                         | %                                                             |
|                                                               | Démocrate                                                     | Adam Schiff (sortant)                                         | 196 662                                                       | 78,4                                                          |
|                                                               | Républicain                                                   | Johnny J. Nalbandian                                          | 54 272                                                        | 21,6                                                          |
| Total des votes                                               | Total des votes                                               | Total des votes                                               | 250 934                                                       | 100%                                                          |
|                                                               | Les Démocrates conservent                                     |                                                               |                                                               |                                                               |

### 2020
| Élection de 2020 du 28e district congressionnel de Californie | Élection de 2020 du 28e district congressionnel de Californie | Élection de 2020 du 28e district congressionnel de Californie | Élection de 2020 du 28e district congressionnel de Californie | Élection de 2020 du 28e district congressionnel de Californie |
| ------------------------------------------------------------- | ------------------------------------------------------------- | ------------------------------------------------------------- | ------------------------------------------------------------- | ------------------------------------------------------------- |
| Parti                                                         | Parti                                                         | Candidat                                                      | Votes                                                         | %                                                             |
|                                                               | Démocrate                                                     | Adam Schiff (sortant)                                         | 244 471                                                       | 72,7                                                          |
|                                                               | Républicain                                                   | Eric Early                                                    | 91 928                                                        | 27,3                                                          |
| Total des votes                                               | Total des votes                                               | Total des votes                                               | 336 399                                                       | 100%                                                          |
|                                                               | Les Démocrates conservent                                     |                                                               |                                                               |                                                               |

### 2022
La Californie a tenu sa Primaire Jungle le 7 juin 2022, selon ce système de Primaire, tous les candidats sont sur le même bulletin de vote, et les deux arrivés en tête s'affronteront le jour de l'Élection Générale, à savoir le 8 novembre 2022.
| Primaire Jungle 2022 du 28e district congressionnel de Californie | Primaire Jungle 2022 du 28e district congressionnel de Californie | Primaire Jungle 2022 du 28e district congressionnel de Californie | Primaire Jungle 2022 du 28e district congressionnel de Californie | Primaire Jungle 2022 du 28e district congressionnel de Californie |
| ----------------------------------------------------------------- | ----------------------------------------------------------------- | ----------------------------------------------------------------- | ----------------------------------------------------------------- | ----------------------------------------------------------------- |
| Parti                                                             | Parti                                                             | Candidat                                                          | Votes                                                             | %                                                                 |
|                                                                   | Démocrate                                                         | Judy Chu                                                          | 90 395                                                            | 63,0                                                              |
|                                                                   | Républicain                                                       | Wes Hallman                                                       | 41 955                                                            | 29,2                                                              |
|                                                                   | Démocrate                                                         | Dorothy Caronna                                                   | 7993                                                              | 5,6                                                               |
|                                                                   | Indépendant                                                       | Giuliano DePaolis                                                 | 3100                                                              | 2,2                                                               |

| Élection de 2022 du 28e district congressionnel de Californie | Élection de 2022 du 28e district congressionnel de Californie | Élection de 2022 du 28e district congressionnel de Californie | Élection de 2022 du 28e district congressionnel de Californie | Élection de 2022 du 28e district congressionnel de Californie |
| ------------------------------------------------------------- | ------------------------------------------------------------- | ------------------------------------------------------------- | ------------------------------------------------------------- | ------------------------------------------------------------- |
| Parti                                                         | Parti                                                         | Candidat                                                      | Votes                                                         | %                                                             |
|                                                               | Démocrate                                                     | Judy Chu                                                      | 150 062                                                       | 66,2                                                          |
|                                                               | Républicain                                                   | Wes Hallman                                                   | 76 495                                                        | 33,8                                                          |
| Total des votes                                               | Total des votes                                               | Total des votes                                               | 226 557                                                       | 100%                                                          |
|                                                               | Les Démocrates conservent                                     |                                                               |                                                               |                                                               |

### 2024
La Californie a tenu sa Primaire Jungle le 5 mars 2024, selon ce système de Primaire, tous les candidats sont sur le même bulletin de vote, et les deux arrivés en tête s'affronteront le jour de l'Élection Générale, à savoir le 5 novembre 2024.
| Primaire Jungle 2024 du 28e district congressionnel de Californie | Primaire Jungle 2024 du 28e district congressionnel de Californie | Primaire Jungle 2024 du 28e district congressionnel de Californie | Primaire Jungle 2024 du 28e district congressionnel de Californie | Primaire Jungle 2024 du 28e district congressionnel de Californie |
| ----------------------------------------------------------------- | ----------------------------------------------------------------- | ----------------------------------------------------------------- | ----------------------------------------------------------------- | ----------------------------------------------------------------- |
| Parti                                                             | Parti                                                             | Candidat                                                          | Votes                                                             | %                                                                 |
|                                                                   | Démocrate                                                         | Judy Chu (sortante)                                               | 99 261                                                            | 62,7                                                              |
|                                                                   | Républicain                                                       | April Verlato                                                     | 52 369                                                            | 33,1                                                              |
|                                                                   | Paix et Liberté                                                   | William Patterson                                                 | 3503                                                              | 2,2                                                               |
|                                                                   | Libertarien                                                       | Jose Castaneda                                                    | 3156                                                              | 2,0                                                               |

| Élection de 2024 du 28e district congressionnel de Californie | Élection de 2024 du 28e district congressionnel de Californie | Élection de 2024 du 28e district congressionnel de Californie | Élection de 2024 du 28e district congressionnel de Californie | Élection de 2024 du 28e district congressionnel de Californie |
| ------------------------------------------------------------- | ------------------------------------------------------------- | ------------------------------------------------------------- | ------------------------------------------------------------- | ------------------------------------------------------------- |
| Parti                                                         | Parti                                                         | Candidat                                                      | Votes                                                         | %                                                             |
|                                                               | Démocrate                                                     | Judy Chu (sortante)                                           | 204 489                                                       | 64,9                                                          |
|                                                               | Républicain                                                   | April Verlato                                                 | 110 455                                                       | 35,1                                                          |
| Total des votes                                               | Total des votes                                               | Total des votes                                               | 314 944                                                       | 100%                                                          |
|                                                               | Les Démocrates conservent                                     |                                                               |                                                               |                                                               |